# Konto
Se användarkonto för konton inom datatekniken.
Konto är inom bokföring och redovisning en etikett som används för att bokföra och rapportera en kvantitet av nästan vad som helst. Oftast handlar det om notering av en summa pengar som ägs av eller är utlånad till en person eller annan enhet. Det kan beteckna en summa pengar som verkligen bytt ägare, eller så kan det stå för ett uppskattat värde av tillgångar, eller en kombination av dessa. Beloppet på ett konto kallas saldo.